# Orbiter (simulator)
Orbiter je zaprtokodni brezplačni simulator vesoljskih poletov za operacijski sistem MS Windows. Prva različica programa je izšla 27. novembra 2000, program pa je posodobljen z zadnjo različico 100606, ki je izšla 8. junija 2010. Simulator je izdelal Martin Schweiger, višji znanstveni sodelavec Univerzitetnega kolidža v Londonu.
Orbiter je funkcijsko usmerjen simulator z vmesnikom osredotočenim na manevriranje vesoljskega plovila z razliko od simulatorjev, kot je na primer Celestia, ki so perspektivno usmerjeni. Program uporabniku omogoča raziskovanje Osončja na krovu več vesoljskih plovil, tako resničnih, kot je na primer vesoljski čolniček Atlantis, in izmišljenih, kot je na primer »Delta-Glider«.
Orbiter je dovolj realističen, da je možno v njem na novo izvesti zgodovinske vesoljske polete, ter istočasno dovolj zmogljiv za izvedbo izmišljenih časovnih poletov ladij po Osončju. Motorji vesoljskih plovil so določeni le s količino potiska, ki ga ustvarjajo, in količino goriva, ki ga uporabljajo. Zaradi tega je možna simulacija sončnih jader, konvencionalnih raketnih motorjev in futurističnih pogonov na jedrsko cepitev in zlivanje. Podprti so tudi orbitalni, podorbitalni in medplanetarni poleti. Sistemi za spajanje in povezovanje omogočajo uporabniku izvajanje spajanja z vesoljsko postajo ali drugim vesoljskim plovilom, ter srečanje in popravilo umetnega satelita. Igralec lahko v tirnici zgradi celo vesoljsko postajo.